# ابردین سیتی کانسیل
ابردین سیتی کانسیل (به انگلیسی: Aberdeen City Council) در بریتانیا است که در اسکاتلند واقع شده‌است.